# Jüdische Jugendbewegung
Unter der Bezeichnung jüdische Jugendbewegung werden verschiedene jüdische Jugendverbände des Deutschen Kaiserreichs und der Weimarer Republik zusammengefasst, die in ihren Inhalten und Formen von der deutschen Jugendbewegung beeinflusst wurden und sich gleichzeitig auf speziell jüdische Elemente beriefen. Die Bünde der jüdischen Jugendbewegung machten in nur geringem zeitlichen Abstand die Entwicklungen der deutschen Jugendbewegung mit, zunächst wurden Formen des Wandervogels, später der Bündischen Jugend und der Jungenschaft übernommen.
Mit der zunehmenden Judenverfolgung im Deutschen Reich zwischen 1933 und 1939 wurden die Möglichkeiten der jüdischen Jugendbünde immer stärker eingeschränkt, bis sie 1939 verboten wurden. Zahlreiche Mitglieder der Bünde wurden in den Vernichtungslagern ermordet. Eine doppelte Ausnahme stellt der Hashomer Hatzair dar, der als einziger nennenswerter Bund der jüdischen Jugendbewegung außerhalb des Deutschen Reiches entstanden ist und wegen seiner internationalen Ausrichtung bis heute existiert.
Die politische Ausrichtung der jüdischen Bünde war uneinheitlich und wandelte sich mit der Zeit. Zu Beginn herrschte die Prägung durch das assimilierte Judentum vor, während später vor allem zionistische und sozialistische Ideen die Bünde prägten. Daneben gab es aber auch immer Gruppen des religiösen Judentums.

## Geschichte
In ihrer Anfangsphase nahm die Wandervogelbewegung Jungen ungeachtet ihrer Religion auf. Ab 1904 spaltete sich die Bewegung in unterschiedliche Bünde, von denen einige wie der Wandervogel, Deutscher Bund schon in ihrem Namen den Bezug auf das Deutschtum herstellten. Gleichzeitig gewannen Vorstellungen des Dürerbundes und des Alldeutschen Verbands Anhänger in der Wandervogelbewegung. In den folgenden Jahren orientierte sich die Wandervogelbewegung in weiten Teilen immer stärker an der völkischen Bewegung. Der Österreichische Wandervogel erklärte 1913: „Darum haben wir (…) kundgetan, daß wir weder Slaven, noch Wälsche, noch Juden in unseren Reihen sehen wollen, weil wir, umbrandet von Fremden und durchsetzt von Mischlingen, unsere rassische Reinheit bewahren müssen.“
Der erste jüdische Jugendverein, dem bald Gründungen in Hamburg, Frankfurt am Main, Lörrach und Bremen folgten, wurde 1892 in Stuttgart gegründet. Vor dem Hintergrund der Erfahrung des Unerwünschtseins in der Wandervogelbewegung entstanden im ersten Jahrzehnt des 20. Jahrhunderts weitere lokale jüdische Wandergruppen, wie beispielsweise der Breslauer Wanderverein 1907. 1912 regte dessen Gründer Joseph Marcus auf dem Delegiertentag der Zionistischen Vereinigung für Deutschland die Gründung von wandervogelähnlichen Jugendgruppen an. Im gleichen Jahr entstanden an mehreren Orten Blau-Weiß-Bünde, die sich 1913 mit dem Wanderverein 1907 zu Blau-Weiß, Bund für Jüdisches Jugendwandern in Deutschland zusammengeschlossen. Durch einen antisemitischen Vorfall in einer Zittauer Wandervogelgruppe, der von den Medien im Deutschen Reich aufgegriffen wurde, hatte Blau-Weiß schon im Gründungsjahr starken Zulauf. Bei Kriegsausbruch 1914 hatte Blau-Weiß etwa 900 Mitglieder, bis zum Ende des Ersten Weltkriegs wuchs die Mitgliederzahl auf circa 3000. Angeregt von dieser erfolgreichen Gründung im Deutschen Reich entstand ein gleichnamiger Wanderbund in Österreich.
Obwohl Blau-Weiß schon 1925/26 nach einem gescheiterten Siedlungsprojekt in Palästina aufgelöst wurde, zeichnete seine Entwicklung die der meisten anderen jüdischen Jugendbünde vor: Die Entstehung als Reaktion auf äußere Einflüsse, die Entwicklung eines eigenen jugendbewegten Stils und die Hinwendung nach Palästina und zur Alija sind typisch für die jüdische Jugendbewegung. Aus den Restgruppen von Blau-Weiß entstanden mehrere andere jüdische Jugendbünde, die ähnliche Entwicklungsschritte durchmachten.
Anders als die nichtjüdischen Jugendbünde wurden die jüdischen Bünde nach der Machtergreifung der Nationalsozialisten nicht aufgelöst, sie mussten sich aber dem Reichsausschuß der jüdischen Jugendverbände anschließen. In den Mittelpunkt der Arbeit rückten jetzt immer mehr der Hechaluz und die Auswanderung nach Palästina, für die von den Bünden mehrere Hachscharah-Lager eingerichtet wurden, die auch zur Schulung gegen die nationalsozialistische Ideologie genutzt wurden. In diesen Formen konnten die Bünde der jüdischen Jugendbewegung bis 1938 weiterarbeiten, als sie durch die verstärkte Verfolgung nach den Novemberpogromen 1938 ihre Arbeit komplett auf die Auswanderung umstellen mussten. Anfang 1939 wurden die jüdischen Jugendbünde verboten. Einzelne Gruppen setzte im Rahmen der Hachscharah-Lager ihre Arbeit bis 1943 fort, obwohl bereits 1941 die Auswanderung von Juden aus dem Deutschen Reich verboten worden war und die Lager in Zwangsarbeiterlager umgewandelt worden waren. Das Hachscharah-Gut Landwerk Neuendorf in Neuendorf im Sande in der heute amtsfreien Gemeinde Steinhöfel wurde als letztes der Lager am 8. April 1943 aufgelöst, die 160 Menschen wurden in das KZ Auschwitz-Birkenau deportiert.
Eine nach der Fabrikaktion am 27. Februar 1943 im Untergrund in Berlin weiter existierende Gruppe aus diesem Bereich war der Chug Chaluzi um Jizchak Schwersenz.
Über die Jugendalijah und die Hachscharah konnten mehrere tausend jugendliche Juden nach Palästina auswandern. Durch sie wurden Formen der Jugendbewegung in die israelischen Jugendverbände wie zum Beispiel die Pfadfinder eingeführt, die damit die jüdische Jugendbewegung fortführen.
Daneben gab es in den 1930er Jahren häufig Überschneidungen zwischen aus der Arbeiterbewegung stammenden Widerstandsgruppen beispielsweise der KPD, der KPO, der IKD und des ISK einerseits und jüdischen Jugendverbänden wie dem Deutsch-jüdischen Wanderbund „Kameraden“, den Werkleuten oder dem Hashomer Hatzair andererseits. Die bekannteste dieser Widerstandsgruppen ist die Herbert-Baum-Gruppe, die sich um 1933 bildete und nach dem Brandanschlag auf die NS-Propaganda-Ausstellung „Das Sowjetparadies“ am 18. Mai 1942 zerschlagen wurde.

## Bünde der jüdischen Jugendbewegung
Ähnlich wie die nichtjüdische Jugendbewegung wurde die jüdische Jugendbewegung von einer Vielzahl unterschiedlichster Bünde geprägt, die zum Teil nur kurz bestanden, miteinander fusionierten oder sich von anderen Bünden abspalteten. Als Dachorganisationen der unterschiedlichen Verbände fungierten der
- Verband jüdischer Jugendvereine Deutschlands (VJJD), gegründet 1909[13]
- Der oben bereits erwähnte Reichsausschuß der jüdischen Jugendverbände hatte bereits vor 1933 als Dachverband existiert, nach Adler-Rudel als Initiative aus den Kreisen der jüdischen Jugend. „Die zahlreichen Jugend-Organisationen, die zumeist in der Periode der Weimarer Republik entstanden waren, hatten sich 1924 zu einer Dachorganisation zusammengeschlossen, dem ‚Reichsausschuß der jüdischen Jugendverbände‘. Dieser Dachverband, dem 1933 15 Jugendverbände mit ca. 600 Ortsgruppen und etwa 40 000 Mitgliedern angeschlossen waren, bewährte sich in seiner Wirksamkeit als Jugendbeirat der Zentralwohlfahrtsstelle der deutschen Juden. Die Geschäftsführung lag in den Händen von Dr. Ludwig Tietz und Dr. Georg Lubinski.“[14]

Die wichtigsten Bünde waren:
- Blau-Weiß und seine Nachfolgeverbände:
  - Blau-Weiß, Bund für Jüdisches Jugendwandern in Deutschland. Dieser Verband entstand 1913 aus dem Zusammenschluss mehrerer lokaler Bünde.
  - Kadima (Jugendverband) ging 1926 aus Blau-Weiß hervor und schloss sich 1933 mit dem
  - Jung-Jüdischer Wanderbund, ab 1929 Brith Haolim (Bund der Aufsteigenden), zum Verband der
  - Habonim Noar Chaluzi (Bauleute) zusammen.[15]
- Betar steht als Abkürzung für Brit HaNoar HaIvri al shem Joseph Trumpeldor, deutsch Hebräischer Jugendbund Joseph Trumpeldor. Der Verband ist auch bekannt als Brit(h) Trumpeldor. Nach anderen Quellen steht Betar allerdings für den Namen der Festung, von der aus Bar Kochba 135 n. Chr. den Aufstand gegen die römischen Legionen in Palästina leitete,[16]
- Jüdischer Pfadfinderbund Deutschland (J.P.D.), gegründet 1928 als Bund jüdischer Pfadfinder (BJP). Der J.P.D. schloss sich 1934 mit dem
  - Makkabi Hazair (Junge Makkabäer) zum J.P.D. – Makkabi Hazair zusammen.[17]
- Hashomer Hatzair (Junge Wächter)
- Kameraden, deutsch-jüdischer Wanderbund, aus ihm sind mehrere Abspaltungen hervorgegangen:
  - Schwarzer Haufen um Hans Litten und Max Fürst (Schriftsteller)
  - Werkleute (Bund jüdische Jugend)
  - Schwarzes Fähnlein, von diesem wiederum spalte sich 1934 unter der Führung von Paul Yogi Mayer[18] die Gruppe
    - Blaue Schar ab.

  - Freie deutsch-jüdische Jugend
- Bund deutsch-jüdischer Jugend (BDJJ). Zu ihm hatten sich im Dezember 1933 die folgenden nicht-zionistischen Verbände zusammengeschlossen[19]:
  - Deutsch-Jüdische Jugendgemeinschaft (DJJG)
  - Hamburger Deutsch-Jüdischen Jugend
  - Jüdische Jugend- und Kinderscharen Berlin
  - Jüdisch-liberaler Jugendverein
  - CV-Jugendgruppen
- Als orthodox-jüdische Jugendbünde gelten:
  - Brith Hanoar schel ziere Misrachi (Bund der Misrachi-Jugend)
  - Esra Pirche Agudath Jisroel (Esra, Bund der thoratreuen Juden)[20]